# توشیکی ستو
توشیکی ستو (انگلیسی: Toshiki Seto؛ زادهٔ ۷ اکتبر ۱۹۹۵) بازیگر اهل ژاپن است. وی از سال ۲۰۱۳ میلادی تاکنون مشغول فعالیت بوده‌است.